# Опрости мојој младости
Опрости мојој младости је деби студијски албум поп-фолк певача Николе Роквића. Објављен је 2006. године од стране издавачке куће Гранд продакшн у тиражу од 50 хиљада примерака. Текстове песама писали су Марина Туцаковић, Бане Опачић и Драган Брајовић Браја. Бане и Браја су такође радили и музику, а продуценти су били Ромарио, Дејан Абадић и Струја. Пратеће вокале на овом албуму певале су Ана Петровић и Ана Бекута.

## Списак песама
1. Опрости мојој младости
2. Угао
3. Ја сам твој и кад спавам са њом
4. Жељо моја
5. С ким си ме ноћас варала
6. Ја љубим друге
7. Ако си сама
8. Црна дуга